# Polysyncraton louminae
Polysyncraton louminae is een zakpijpensoort uit de familie van de Didemnidae. De wetenschappelijke naam van de soort werd in 1984 voor het eerst geldig gepubliceerd door Françoise Monniot.